# Gangamela ira
Gangamela ira là một loài bướm đêm thuộc phân họ Arctiinae, họ Erebidae.